# Next Digital
Next Digital Limited  (ранее — Next Media, 壹傳媒有限公司) — одна из крупнейших издательских групп Гонконга и Тайваня. Штаб-квартира расположена в районе Чёнкуаньоу, округ Сайкун. Котируется на Гонконгской фондовой бирже (SEHK: 0282). В компании занято более 4 тыс. сотрудников. Издания группы являются пионерами китаеязычной «жёлтой прессы», лидерами в сфере таблоидной журналистики и папарацци, а также имеют натянутые отношения с официальными властями Китая из-за поддержки демократических сил. Основателем и совладельцем группы Next Media является бизнесмен Джимми Лай (так же он является главой крупной сети магазинов одежды Giordano).
В Гонконге и на Тайване Next Media издаёт газеты Apple Daily и Sharp Daily, журналы Next Magazine, Sudden Weekly и Me!, подборку продаваемых вместе журналов под общим названием Monday Book (Face, Ketchup, JobFinder, AutoExpress и Trading Express). Также Next Media контролирует множество сайтов, книжное издательство Next Publications, несколько полиграфических предприятий и тайваньский телеканал Next TV.